# Abagaitu
La isleta Abagaitu (en chino, 阿巴該圖洲渚; pinyin, Ābāgāitú Zhōuzhǔ; en ruso: Большой остров, Bolshoy Ostrov) es un islote en el río Argun (Asia) dividido entre la República Popular de China (Región Autónoma de Mongolia Interior) y la Federación de Rusia (óblast de Chita). Posee una superficie total de unos 58 km².
La isla fue ocupada por la entonces Unión Soviética en 1929, una medida no aceptada por China, lo que resultó en una disputa fronteriza, que duró más de setenta años.
El 14 de octubre de 2004, se firmó el Acuerdo Complementario entre la República Popular de China y la Federación Rusa sobre la Sección Oriental de la frontera entre China y Rusia, en la que Rusia accedió a ceder el control sobre una parte de Abagaitu. En 2005, la Duma rusa y  Congreso Nacional del Pueblo de China aprobaron el acuerdo.